# The music of Styx – Live with Symphony Orchestra
The music of Styx – Live with Symphony Orchestra is een livealbum van Dennis DeYoung en band.

## Inleiding
Na twee albums gewijd te hebben aan musicals kwam DeYoung met een livealbum met zijn grootste successen van band Styx en zijn soloalbums. Opnamen vonden plaats op 4 april 2003 in het Chicago Theatre in Chicago, thuisbasis van DeYoung. De voornamelijk rockmuziek werd ondersteund met een symfonieorkest. Beide cd’s worden afgesloten door nieuwe studiotracks te weten Hello God, My God (can beat up your God) en Goodnight my love.

## Musici
- Dennis DeYoung – zang, toetsinstrumenten
- Mike Eldred: - zang op Ave Maria en With every heartbeat
- Dawn Marie Feusi – zang op With every heartbeat
- Tom Dziallo - gitaar
- Hank Horton - basgitaar, zang
- Rick Snyder – toetsinstrumenten, zang
- Kyle Woodring – drumstel, percussie
- Suzanne DeYoung – achtergrondzang (echtgenote)
- Chicago Children’s Choir onder leiding van Josephine Lee
- orkest onder leiding van Arnie Roth - orkest

## Muziek
| Nr. | Titel                                                               | Duur |
| --- | ------------------------------------------------------------------- | ---- |
| 1.  | The grand illusion                                                  | 5:34 |
| 2.  | Lady (outtro: Bolero van Maurice Ravel)                             | 4:43 |
| 3.  | Lorelei (intro: Eine Kleine Nachtmusik van Wolfgang Amadeus Mozart) | 4:43 |
| 4.  | Light up                                                            | 4:52 |
| 5.  | Intro Babe                                                          | 1:57 |
| 6.  | babe                                                                | 4:24 |
| 7.  | Intro Show me the way                                               | 0:53 |
| 8.  | Show me the way (a cappellazang)                                    | 2:58 |
| 9.  | Ave Maria                                                           | 5:17 |
| 10. | Castle walls                                                        | 6:24 |
| 11. | Intro Claire de lune                                                | 0:38 |
| 12. | Claire de lune (van Claude Debussy)                                 | 1:51 |
| 13. | Don’t let it end                                                    | 5:00 |
| 14. | Hello God (studiotrack)                                             | 4:49 |

| Nr. | Titel                                       | Duur |
| --- | ------------------------------------------- | ---- |
| 1.  | Mr. Roboto                                  |      |
| 2.  | Naamloos                                    | 5:23 |
| 3.  | Rockin’ the paradise                        | 4:12 |
| 4.  | Intro Black wall                            | 1:00 |
| 5.  | Black wall                                  | 6:38 |
| 6.  | Desert moon                                 | 6:56 |
| 7.  | With every heartbeat                        | 5:40 |
| 8.  | Suite madame blue                           | 7:52 |
| 9.  | The best of times                           | 7:41 |
| 10. | Intro Come sail away                        | 1:40 |
| 11. | Come sail away                              | 8:06 |
| 12. | My God (can beat up your God) (studiotrack) | 4:52 |
| 13. | Goodnight my love (studiotrack)             | 4:31 |

De dubbelcd ging gepaard met een dvd met een selectie van veerien nummers